# Zalaapáti
Zalaapáti è un comune dell'Ungheria di 1.704 abitanti (dati 2001). È situato nella contea di Zala.